# Васильев, Борис Григорьевич
Борис Григорьевич Васильев (26 сентября 1945 года – 15 января 2022) – советский и российский искусствовед, исследователь древнерусского искусства,
специалист в области исследования разрушенных домонгольских стенописей, ведущий научный сотрудник Староладожского музея, Заслуженный работник культуры.
Дата рождения – 26 сентября 1945

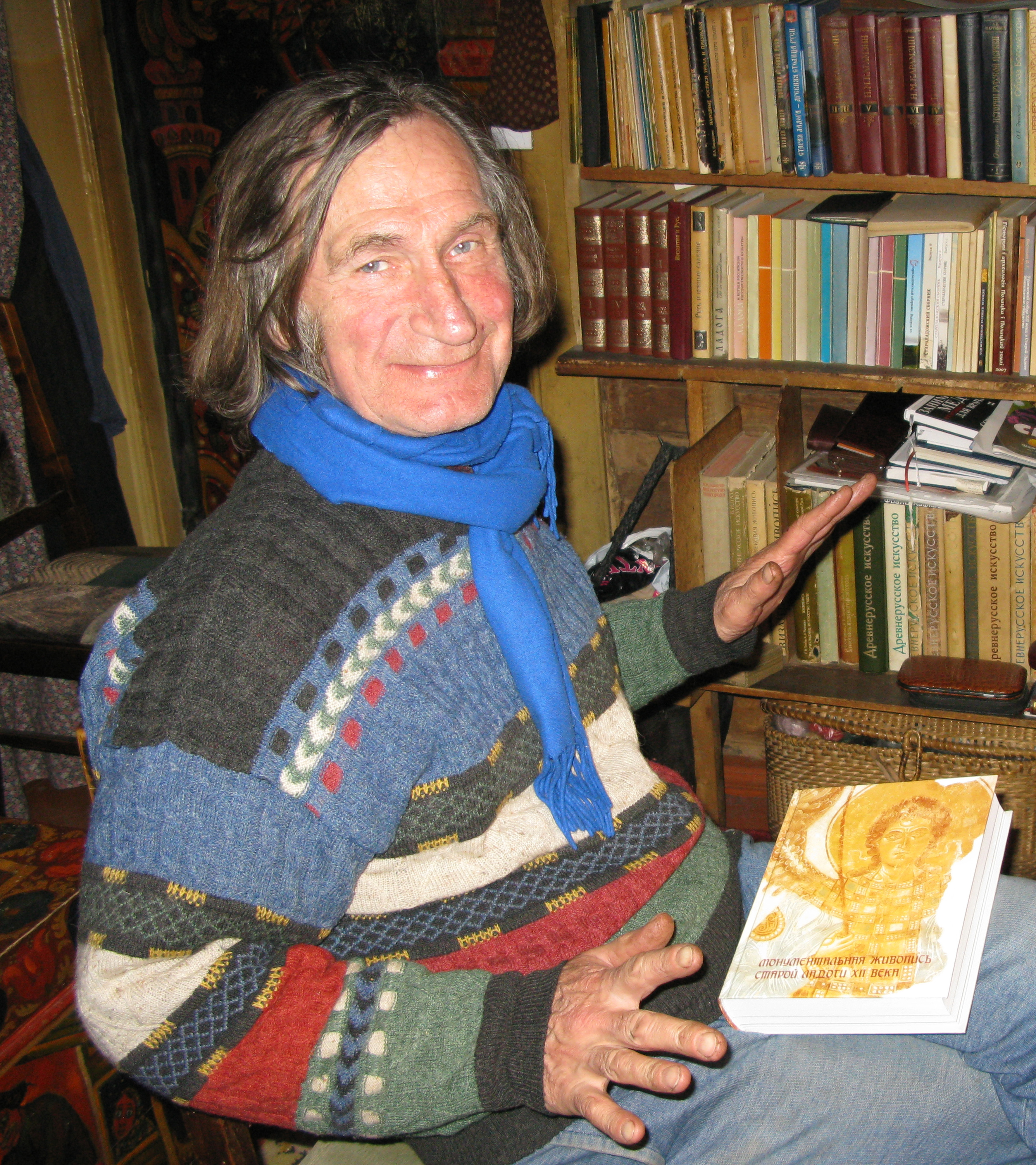

Место рождения – Ленинград, РСФСР, СССР
Дата смерти – 15 января 2022
Место смерти – Санкт-Петербург, Россия
Страна – СССР - Россия
Научная сфера – история искусства, древнерусское искусство
Место работы – музей-заповедник «Старая Ладога»
Альма-матер – ЛИЖСА (1979)
Учёная степень – кандидат искусствоведения (1994)
Научный руководитель – Вал. А. Булкин

## Награды
- Почётная грамота Министерства культуры Ленинградской области (1996)
- Почётная грамота Комитета по культуре Ленинградской области (2001)
- Медаль за вклад в наследие народов России от РОССИГР (2003)
- Почётная грамота Губернатора Ленинградской области (2005)
- Благодарность Министра культуры и массовых Коммуникаций РФ (2007)
- Почётная грамота Министерства культуры РФ (2012)
- Звание «Заслуженный работник культуры РФ» (2017)

## Известен как
специалист по истории древнерусского искусства, исследователь руинированной настенной живописи

## Биография
Выпускник факультета теории и истории искусства Ленинградского академического института живописи, скульптуры и архитектуры им. И.Е.Репина, с 1972 года работал научным сотрудником Староладожского музея-заповедника, где им собрана и научно обработана коллекция фресок и строительных материалов XII – XV вв., насчитывающая более 100 тысяч единиц хранения.
В 1994 году Б. Г. Васильев защитил кандидатскую диссертацию «Фрески церкви Климента 1153 года в Старой Ладоге (опыт исследования разрушенных стенописей)». Научные исследования Б. Г. Васильева сосредоточены на изучении разрушенных стенописей домонгольских ладожских храмов, выявлении манер личного письма средневековых мастеров. Им разработана принципиально новая методика реконструкции разрушенных стенописей, которая позволяет выводить из небытия руинированные памятники, живописная программа которых не известна. Предложенная методика классификации фрагментов фресковой росписи по местам их первоначальной принадлежности определённым участкам в интерьере церквей позволяет считать Б. Г. Васильева создателем нового научного направления в изучении древнерусской настенной живописи.
В круг научных исследований Б. Г. Василева наряду с храмами Старой Ладоги входили памятники Новгородской земли, Пскова, Полоцка, Копорья, Новогрудка; в качестве специалиста по фрескам он принимал участие в архитектурно-археологических экспедициях СПбГУ и Эрмитажа в Гостинополье, Ростове, Киеве.
Значителен вклад Б. Г. Васильева в развитие Староладожского музея-заповедника. В практике его работы охвачены все сферы музейной деятельности. С 1973 года им не только положено начало формирования нового фонда «Фресок и строительных материалов», но и инициирована традиция ежегодных художественных выставок, послужившая созданию фонда живописи и графики, картинной галереи. В 1979 году Васильевым Б. Г. подготовлена и открыта экспозиция «Культура Старой Ладоги XVIII – нач. XX вв.».
Почётным дипломом конкурса «Музейный Олимп» отмечен в 2013 году его проект – выставка «Фрески Старой Ладоги». 
В 2016 году как новаторское направление в музейной деятельности им создана экспозиция реконструкции живописного ансамбля храма св. Георгия XII в. с показом фрагментов фресок из коллекции музея, послуживших основой воссоздания утраченной росписи.
С 2012 года Б. Г. Васильев выступал организатором, составителем, научным редактором и активным участником научных конференций в музее, по итогам которых выпущены сборники статей.
По результатам научной и просветительской деятельности им подготовлено более 160 публикаций и 10 книг и монографий – фундаментальных исследований об ансамблях фресковой живописи домонгольских храмов Старой Ладоги. Монография «Монументальная живопись Старой Ладоги XII века» Б. Г. Васильева получила Диплом в номинации «Книга года» конкурса «Музейный Олимп – 2015». 
Похоронен на Алексеевском кладбище в Старой Ладоге.

## Основные публикации
- Васильев Б. Г., Лалазаров С. В., Рождественская Т. В., Сарабьянов В. Д. Церковь св. Георгия XII в. М.: «Прогресс-Традиция», 2002. – С.448. Ил. – 1500 экз.
- Васильев Б. Г. Настенная живопись церкви святого Георгия XII века в Старой Ладоге. Опыт виртуальной реконструкции. СПб.: «Санкт-Петербургский государственный институт живописи, скульптуры и архитектуры имени И. Е. Репина», 2006. - С.107. Ил. – 200 экз.
- Васильев Б. Г. Успенский собор XII века в Старой Ладоге. Живописное убранство. Каталог. Волхов, 2006. - С. 248. Ил. – 1000 экз.
- Васильев Б. Г. Монументальная живопись Старой Ладоги XII века. СПб.: АО «Славия» 2014. С. 559. Ил.
- Васильев Б. Г. Фрагменты фресок Георгиевского храма Старой Ладоги в коллекции музея-заповедника «Старая Ладога». Каталог. СПб., Презид. б-ка им. Б. Н. Ельцина, 2017 – С. 265. Ил.
- Васильев Б. Г. Георгиевский храм XII века в Старой Ладоге. Фрагменты фресок. Каталог. СПб: «Русско-Балтийский центр «БЛИЦ», 2021. – С.212. Ил. – 300 экз.